# Trichomycterus paolence
Trichomycterus paolence es una especie de peces de la familia Trichomycteridae en el orden de los Siluriformes.

## Morfología
• Los machos pueden llegar alcanzar los 6,8 cm de longitud total.

## Distribución geográfica
Se encuentra en la cuenca del río Paraná en  São Paulo (Brasil ).